# La Revanche d'Ali Baba
Pour les articles homonymes, voir Ali Baba.
Pour plus de détails, voir Fiche technique et Distribution.
La Revanche d'Ali Baba (titre original : Thief of Damascus) est un film américain de Will Jason (en) sorti en 1952.

## Synopsis
Se dressant contre son souverain Khalid, le général Abu Amdar devient un ennemi de l'État. Il dérobe un cimeterre en acier puis s'enfuit à Damas pour échapper à la mort. Pour mener son combat, Amdar entreprend un long voyage pour trouver puis rassembler des aventuriers. Il tombera alors sur des alliés tels qu'Aladdin, Sinbad, Shéhérazade mais aussi Ali Baba et ses quarante voleurs...

## Fiche technique
- Titre original : Thief of Damascus
- Réalisation : Will Jason (en)
- Scénario et histoire : Robert E. Kent
- Directeur de la photographie : Ellis W. Carter
- Montage : William Lyon
- Musique : John Leipold (non crédité)
- Production : Sam Katzman
- Genre : Film d'aventure
- Pays de production :  États-Unis
- Durée : 78 minutes (1 h 18)
- Dates de sortie :
  - États-Unis : Avril 1952, 7 mai 1952 (New York)
  - France : 19 décembre 1952
- Affiche : Boris Grinsson (France)

## Distribution
- Paul Henreid (VF : Jacques Beauchey) : le général Abu Amdar
- John Sutton (VF : Michel Gudin) : Khalid
- Jeff Donnell : Shéhérazade
- Lon Chaney (VF : Alfred Argus) : Sinbad
- Elena Verdugo (VF : Jacqueline Ferrière) : Neela
- Helen Gilbert (VF : Hélène Tossy) : la princesse Zafir
- Robert Clary (VF : François Rodon) : Aladdin
- Edward Colmans (VF : Christian Argentin) : le sultan Raudah
- Nelson Leigh (VF : Roland Ménard) : Ben Jammal
- Philip Van Zandt : Ali Baba
- Leonard Penn (VF : Paul Amiot) : Habayah
- Rick Vallin (VF : Marcel Painvin) : le garde à la porte de la ville acceptant l'étoffe
- Belle Mitchell (VF : Lita Recio) : la femme âgée à la cuisine